# Richard Gerstl
Richard Gerstl, né le 14 septembre 1883 à Vienne et mort le 4 novembre 1908 à Traunkirchen, est un peintre autrichien expressionniste. On ne lui connaît que 60 tableaux, dont la plupart sont exposés en Autriche.

## Biographie
Né dans une riche famille bourgeoise, Richard Gerstl suit une scolarité difficile à Vienne à cause de ses problèmes disciplinaires. Il étudie à l'Académie des beaux-arts de Vienne, dont il passe l'examen d'entrée en 1898, à l'âge de 15 ans. Mais son individualisme l'empêche de continuer dans cette institution, qu'il quitte en juillet 1901. Ses professeurs sont Christian Griepenkerl (1898) puis Simon Hollósy (1900-1901) qu'il rencontre à Baia Mare, et enfin Heinrich Lefler (en) qu'il retrouve à Vienne.
Sa peinture est influencée par les Impressionnistes français, Gustav Klimt, Van Gogh et surtout Edvard Munch, qu'il peut étudier lors d'expositions viennoises. Il peint essentiellement des portraits et des paysages.

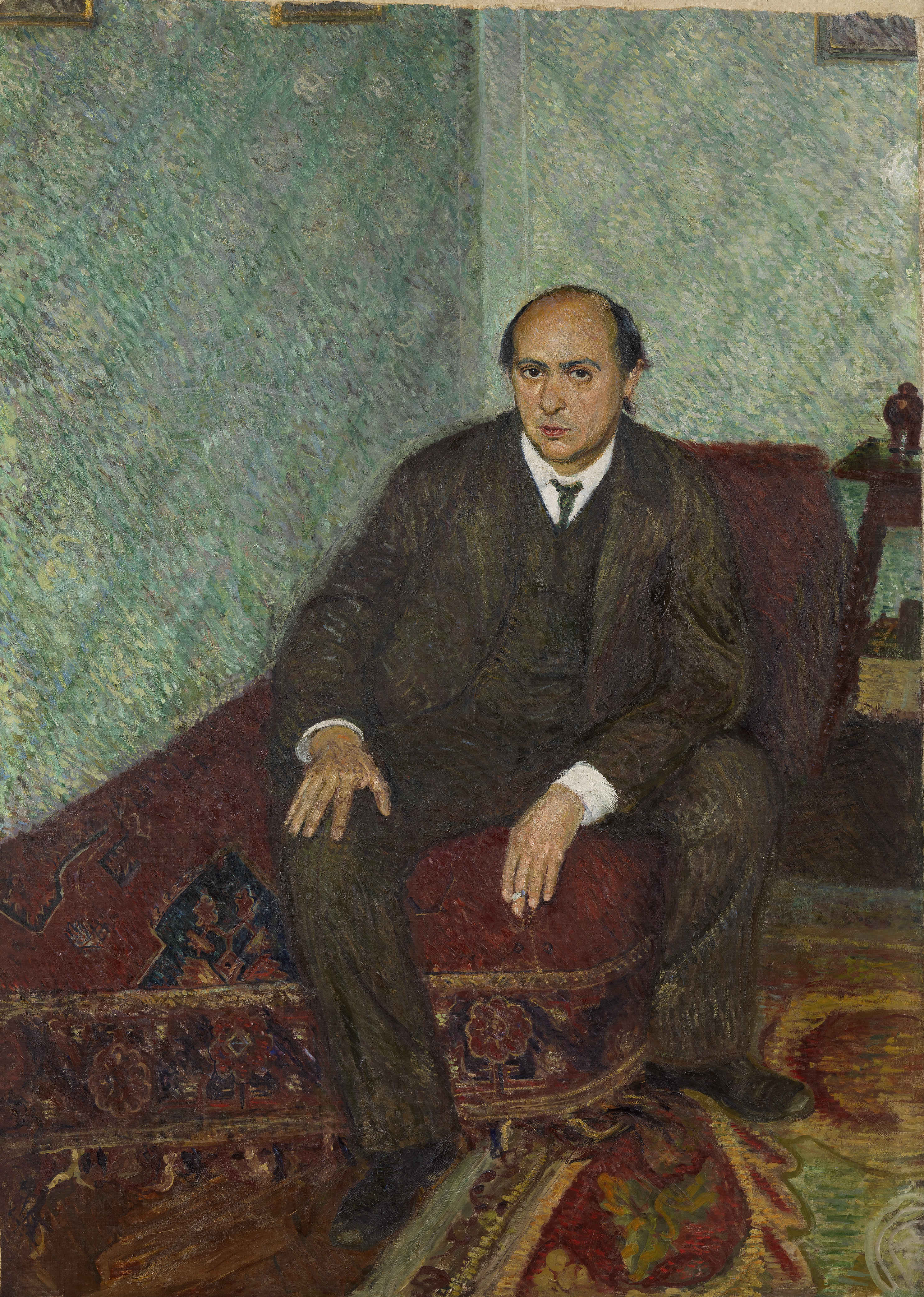
Arnold Schönberg (1906).

Intéressé par la musique et la philosophie, il est en contact avec Gustav Mahler, et entretient, à partir de 1906, une grande amitié avec Arnold Schönberg, qu'il pousse à se mettre à la peinture. Schönberg aime le modernisme radical de Gerstl et l'introduit dans son cercle. Dans le même temps, celui-ci a une relation amoureuse avec la femme de son ami, Mathilde Schönberg, sœur d'Alexander von Zemlinsky. Cette relation a une grande influence sur sa peinture qui devient moins précise et plus abstraite. Après que Schönberg a découvert la relation adultérine durant l'été 1908, Gerstl menace de se donner la mort et le couple Schönberg décide de rester ensemble pour préserver l'équilibre de leurs enfants.
Gerstl finit par se pendre devant un miroir par passion pour l'épouse d'Arnold Schönberg, à 25 ans, après avoir détruit des dossiers personnels et quelques peintures.
Parmi ses toutes dernières compositions, figurent le deuxième portrait de La Famille Schönberg, puis L'Autoportrait riant et enfin le Portrait de Henryka Cohn.
L'œuvre de Gerstl tombe alors dans l'oubli. En 1931, Alois Gerstl montre l'oeuvre de son frère Richard au marchand d'art viennois Otto Kallir, qui reconnaît son importance et lui achète immédiatement 34 tableaux de Gerstl. En 1954, Kallir, qui avait émigré aux États-Unis, vend 18 peintures à la Galerie Würthle de Vienne, propriété de la famille Kamm, qui s'installe à Zoug en 1968 en y important 11 tableaux de Gerstl. La plus grande collection de Richard Gerstl est aujourd'hui en possession du musée Léopold.

## Œuvres
(Liste non exhaustive, classée par années de réalisations).
- 1902 :
  - Frauenkopf [Tête de femme], huile sur toile (47 × 37 cm), au musée d'art de Zoug (de) en Suisse[O 1] ;
  - Portrait d'Anna Bäumer, huile sur toile (47 × 38 cm), collection privée[O 2] ;
  - Portrait de Carl Zentzytzki, huile sur toile (53 × 42 cm), collection privée[O 3] ;
  - Selbstbildnis (Akt auf blauem Grund) [Autoportrait devant un fond bleu], huile sur toile (159,5 × 109 cm), au musée Léopold de Vienne[O 4].
- 1902-1903 :
  - Portrait de Waldemar Unger (de) (I), huile sur toile (41,1 × 34 cm), aux musées d'État de la Haute-Autriche[O 5] ;
  - Portrait de Waldemar Unger (II), huile sur toile (44 × 35,5 cm), apparition à la salle des ventes im Kinsky (en) de Vienne[O 6],[O 7].
- 1904 :
  - Fragment eines lachenden Selbstbildnisses in ganzer Figur [Fragment d'un autoportrait souriant en pied] (au verso portrait d'Alexander Zemlinsky), huile sur toile (170 × 135 cm), au musée d'art de Zoug en Suisse[O 8] ;
  - Kinderbild [Image d'enfant], huile sur toile (70,5 × 50,5 cm), œuvre égarée[O 9].
- 1904-1905 :
  - Portrait d'Herr Wantschura, huile sur toile, œuvre égarée[O 10] ;
  - Portrait de Benedict Kosian, huile sur toile, œuvre égarée[O 10] ;
  - Portrait du Dr Breitenfeld, huile sur toile, œuvre égarée[O 10].
- 1905 : Die Schwestern Karoline und Pauline Fey, huile sur toile (175 × 150 cm), à la galerie du Belvédère de Vienne[O 11].
- 1906 :
  - Bildnis einer jungen Frau mit Federhut [Portrait d'une jeune femme au chapeau], huile sur toile (166 × 116 cm), au musée Léopold de Vienne[O 12] ;
  - Bildnis eines Leutnants (Alois Gerstl) [Portrait d'un Lieutenant], huile sur toile (150 × 125 cm), au musée Léopold de Vienne[O 13] ;
  - Frau mit Kind (Mathilde Schönberg mit Tochter Gertrud) [Mère et enfant (Mathilde Schönberg et sa fille Gertrud)], huile sur toile (160,5 × 108 cm), à la galerie du Belvédère de Vienne[O 14] ;
  - Grinzing, huile sur toile (40,2 × 39,7 cm), à la galerie St. Etienne de New York[O 15] ;
  - Mutter und Tochter [Mère et fille], huile sur toile (145 × 120 cm), au musée de Vienne[O 16] ;
  - Portrait du compositeur Arnold Schönberg, huile sur toile (182 × 130 cm), au musée de Vienne[O 17] ;
  - Portrait du père Emil Gerstl, huile sur toile (209 × 150 cm), au musée Léopold de Vienne[O 18] ;
  - Professor Ernst Diez (de) (I), huile sur toile (184,5 × 73 cm), à la galerie du Belvédère de Vienne[O 19],[O 20] ;
  - Ernst Diez (II), huile sur toile, œuvre égarée[O 21].
- 1906-1907 :
  - Portrait d'Heinrich Jalowetz (en), huile sur toile, œuvre égarée[O 21] ;
  - Selbstbildnis mit Palette [Autoportrait avec une palette], huile sur toile (186,5 × 58,5 cm), au musée de Vienne[O 22] ;
  - Smaragda Berg, huile sur toile (195 × 137 cm), collection privée[O 23].
- 1907 :
  - Baum mit Häusern im Hintergrund, huile sur toile (35 × 19,4 cm), au musée Léopold de Vienne ;
  - Baum am Traunsee, huile sur toile (38 × 51 cm), au musée d'art de Zoug en Suisse ;
  - Bildnis Alexander von Zemlinsky, huile sur toile (170,5 × 74,3 cm), au musée d'art de Zoug en Suisse ;
  - Bildnis der Mathilde Schönberg im Atelier, huile sur toile (171 × 60 cm), au musée d'art de Zoug en Suisse ;
  - Blumenwiese mit Bäumen, huile sur toile (36 × 38 cm), au musée d'art de Zoug en Suisse ;
  - Mathilde Schönberg, huile sur toile (95 × 75 cm), à la galerie du Belvédère de Vienne[O 24] ;
  - Obstbaum mit Holzstützen, huile sur toile (35,5 × 20,5 cm), au musée d'art de Zoug en Suisse ;
  - Trasse der Zahnradbahn (de) auf den Kahlenberg [Itinéraire du chemin de fer à crémaillère vers le Kahlenberg], huile sur toile (56 × 69,5 cm), à la galerie du Belvédère de Vienne[O 25] ;
  - Traunsee mit « Schlafender Griechin », huile sur toile (37,7 × 39,3 cm), au musée Léopold de Vienne.
- 1908 :
  - Am Donaukanal, huile sur toile (63,5 × 47,5 cm), au musée Léopold de Vienne ;
  - Bildnis der Mutter Marie Gerstl, huile sur toile (49 × 35 cm), au musée d'art de Zoug en Suisse ;
  - Bildnis Henryka Cohn, huile sur toile (147,9 × 111,9 cm), au musée Léopold de Vienne ;
  - Blick in den Park, huile sur toile (35,3 × 39,7 cm), au musée Léopold de Vienne ;
  - Frauenkopf, huile sur toile (47 × 37 cm), au musée d'art de Zoug en Suisse ;
  - Gruppenbildnis mit Schönberg [La famille Schönberg (en)], huile sur toile (169 × 110 cm), au musée d'art de Zoug en Suisse[O 26] ;
  - Kleines Selbstbildnis, huile sur toile (47 × 37 cm), au musée d'art de Zoug en Suisse ;
  - Mathilde Schönberg im Garten, huile sur toile (171 × 61 cm), au musée Léopold de Vienne ;
  - Paar im Grünen, huile sur toile, au musée Léopold de Vienne ;
  - Selbstbildnis, huile sur toile (40 × 29,7 cm), au musée de Vienne ;
  - Selbstbildnis, lachend [Autoportrait, riant], huile sur toile (40 × 30,5 cm), à la galerie du Belvédère de Vienne[O 27] ;
  - Selbstbildnis als Akt, huile sur toile (139,3 × 100 cm), au musée Léopold de Vienne ;
  - Sitzender weiblicher Akt, huile sur toile (166 × 116 cm), au musée Léopold de Vienne ;
  - Uferstraße bei Gmunden, huile sur toile (32,3 × 33,2 cm), au musée Léopold de Vienne.

## Galerie

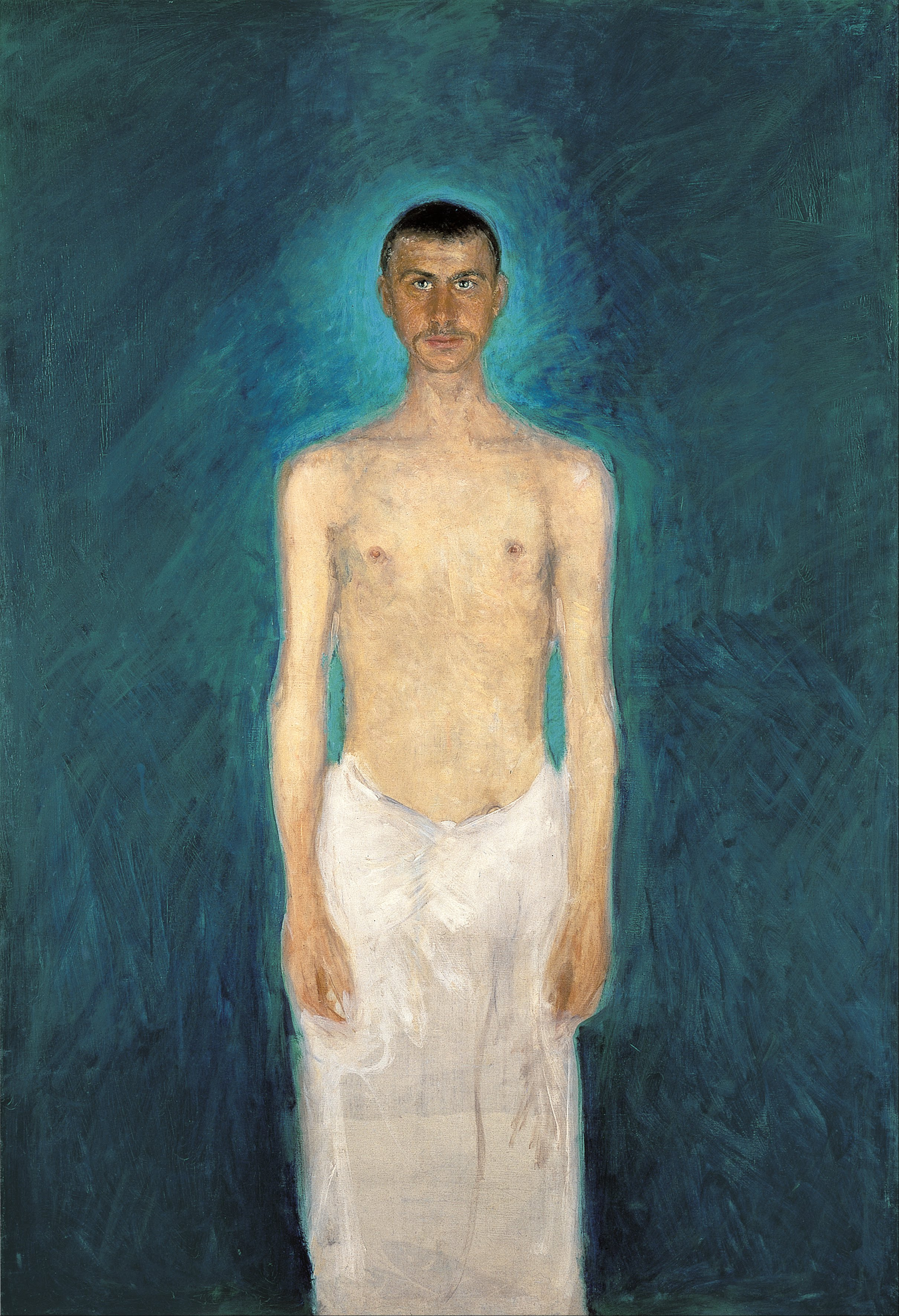
Autoportrait devant un fond bleu (Selbstbildnis vor blauem Hintergrund, 1904-1905)[10].
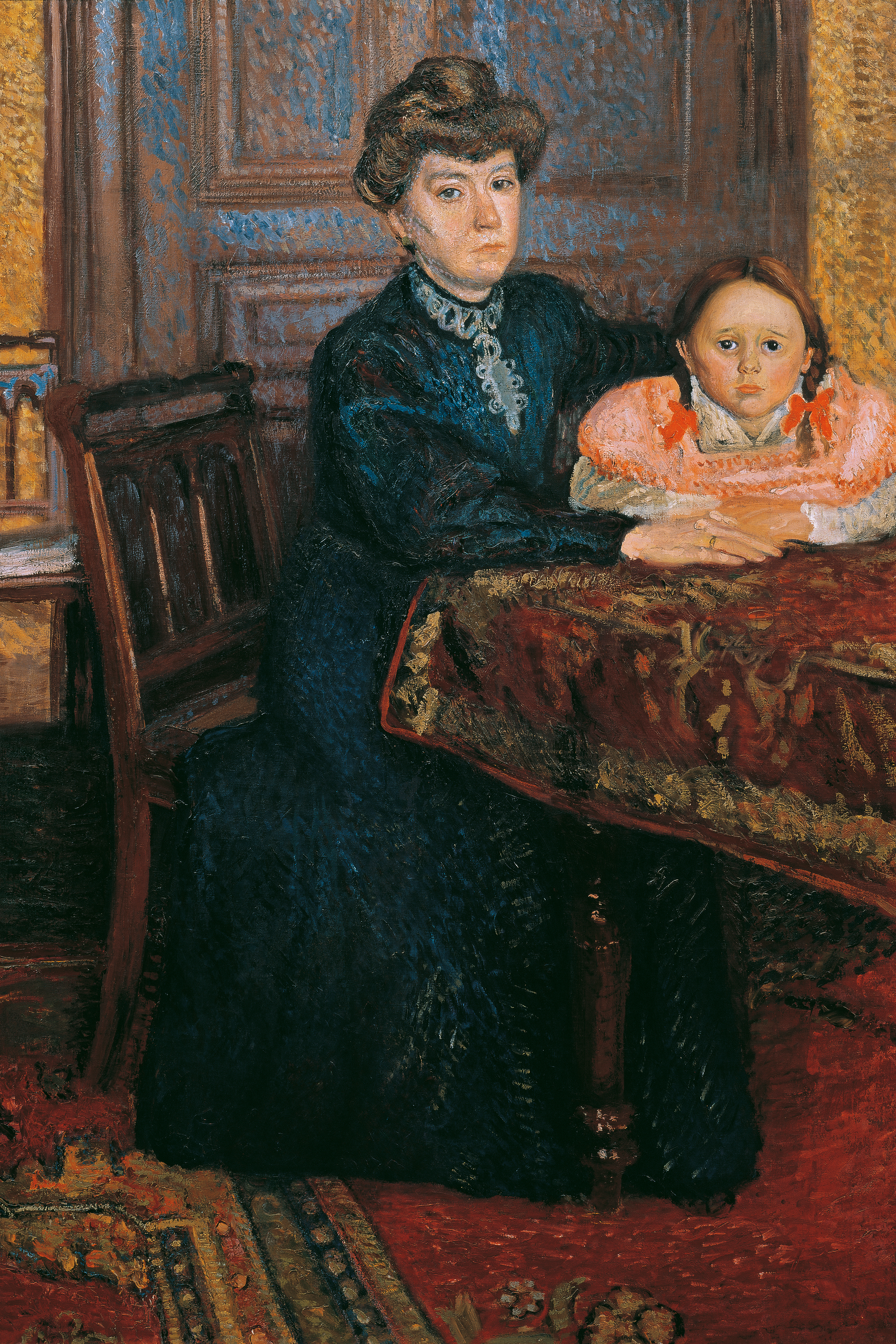
Mère et enfant (Mathilde Schönberg et sa fille Gertrud) (1906).
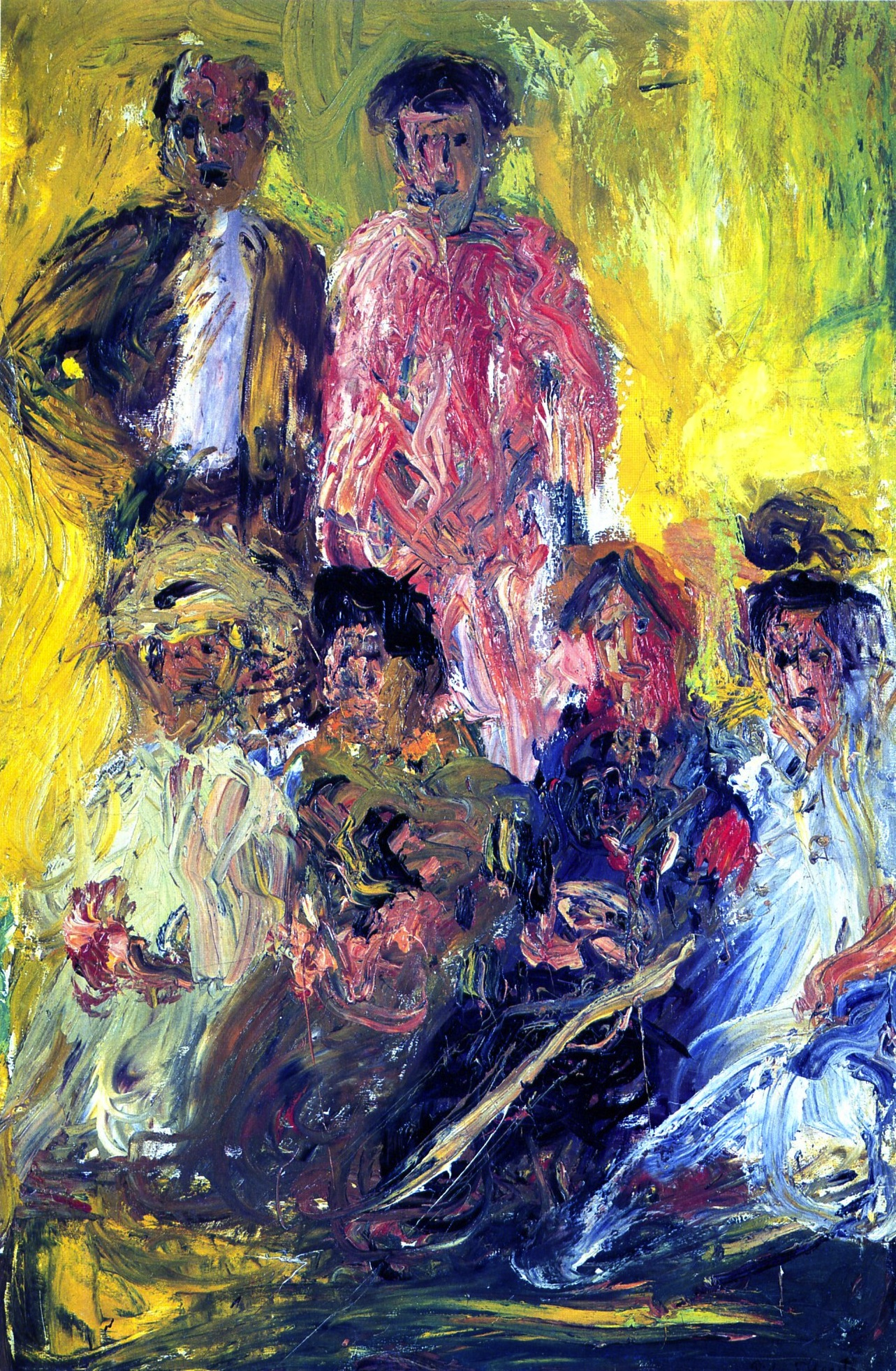
La famille Schönberg (1908).
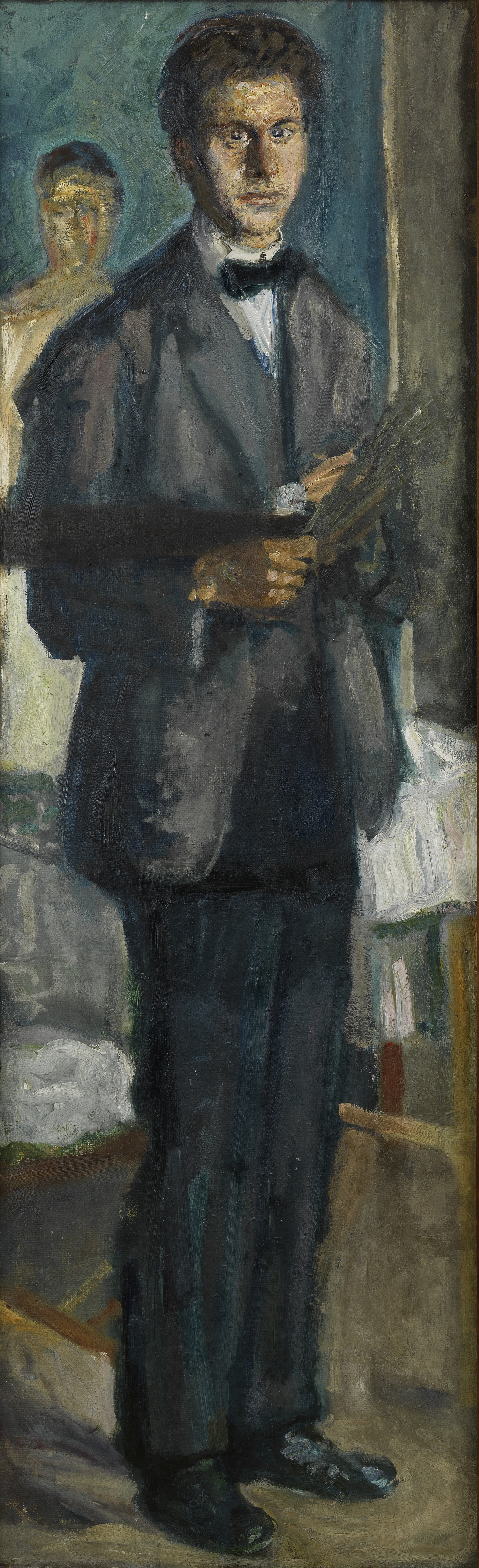
Autoportrait (1907).
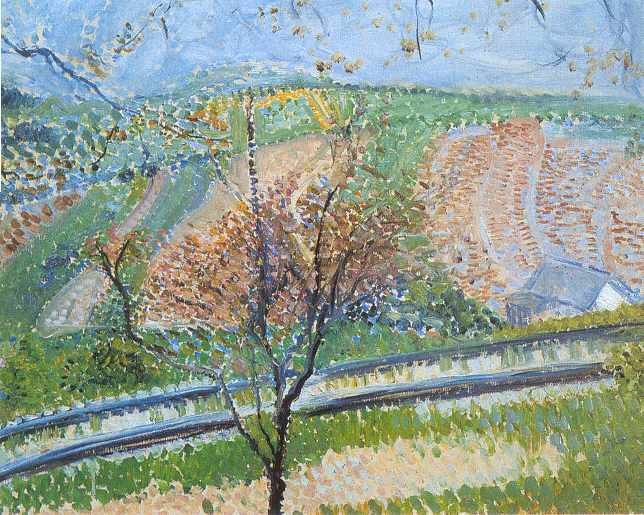
Zahnradbahn (1907).
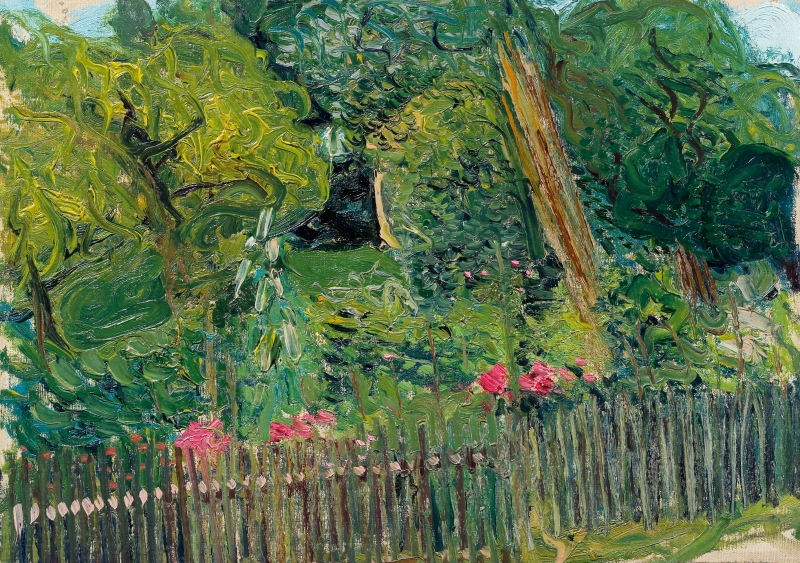
Vue sur le parc (1908).
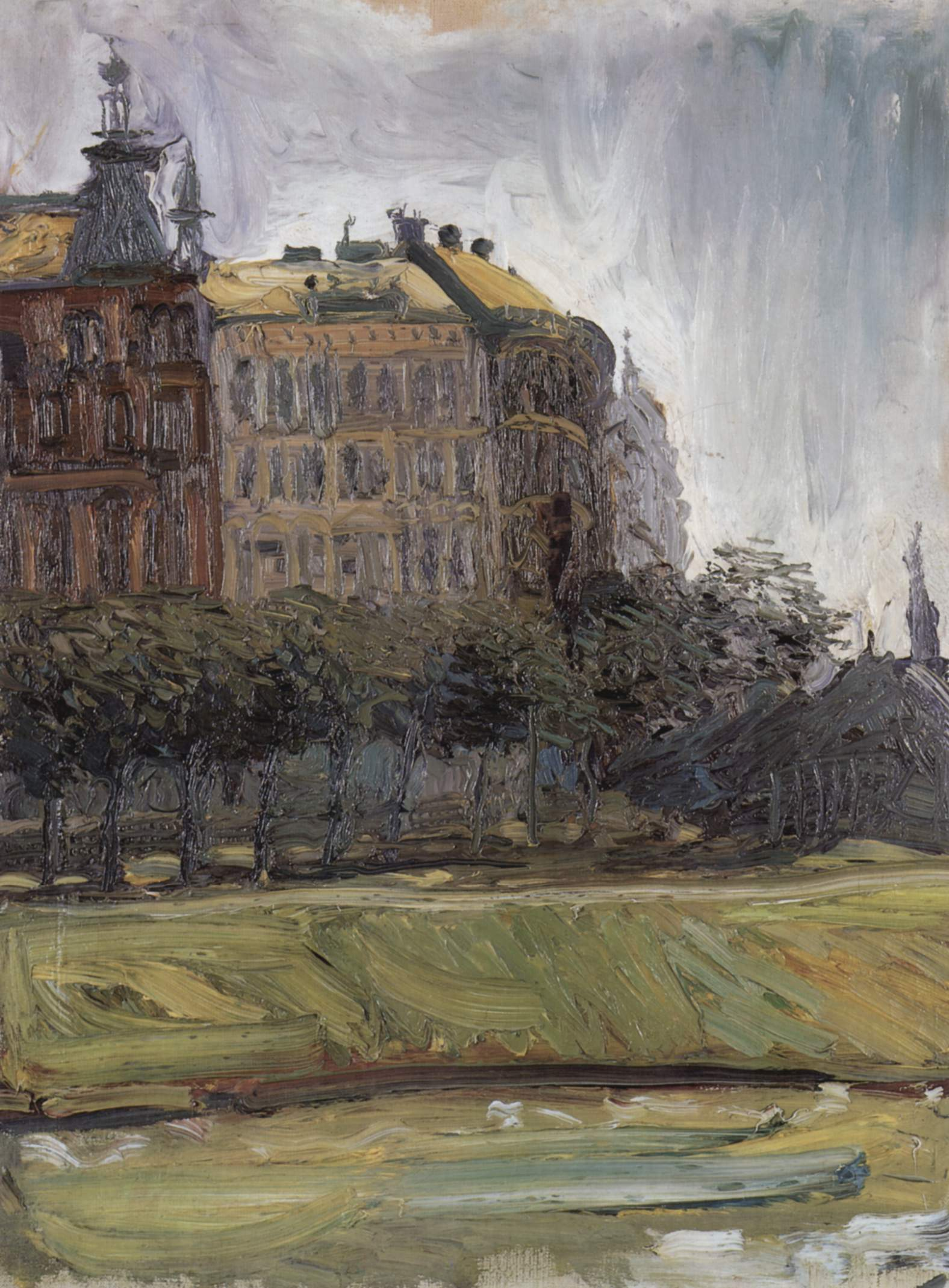
Au canal du danube (à Vienne) (1908).
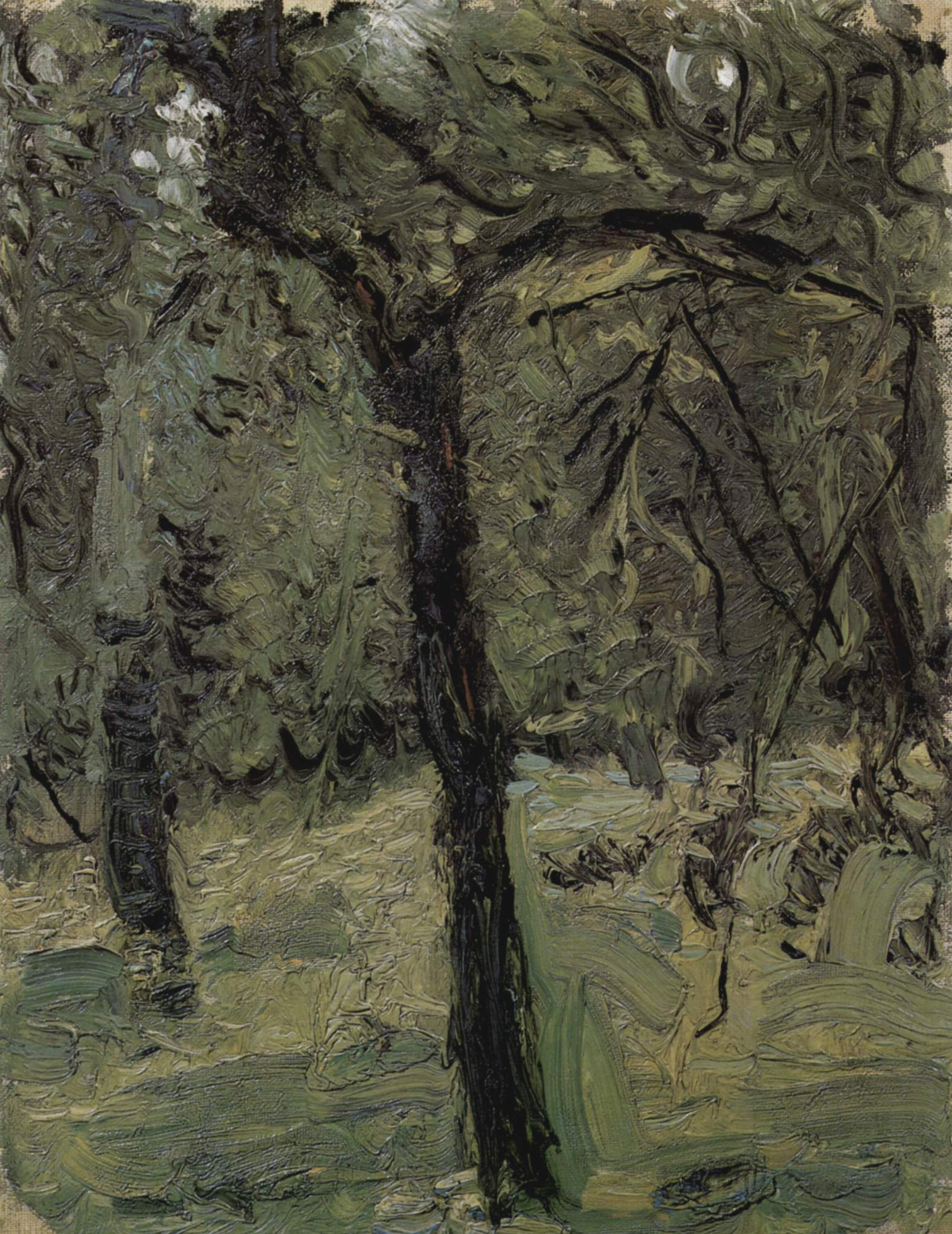
Sonnige Wiese mit Obstbäumen (1908).
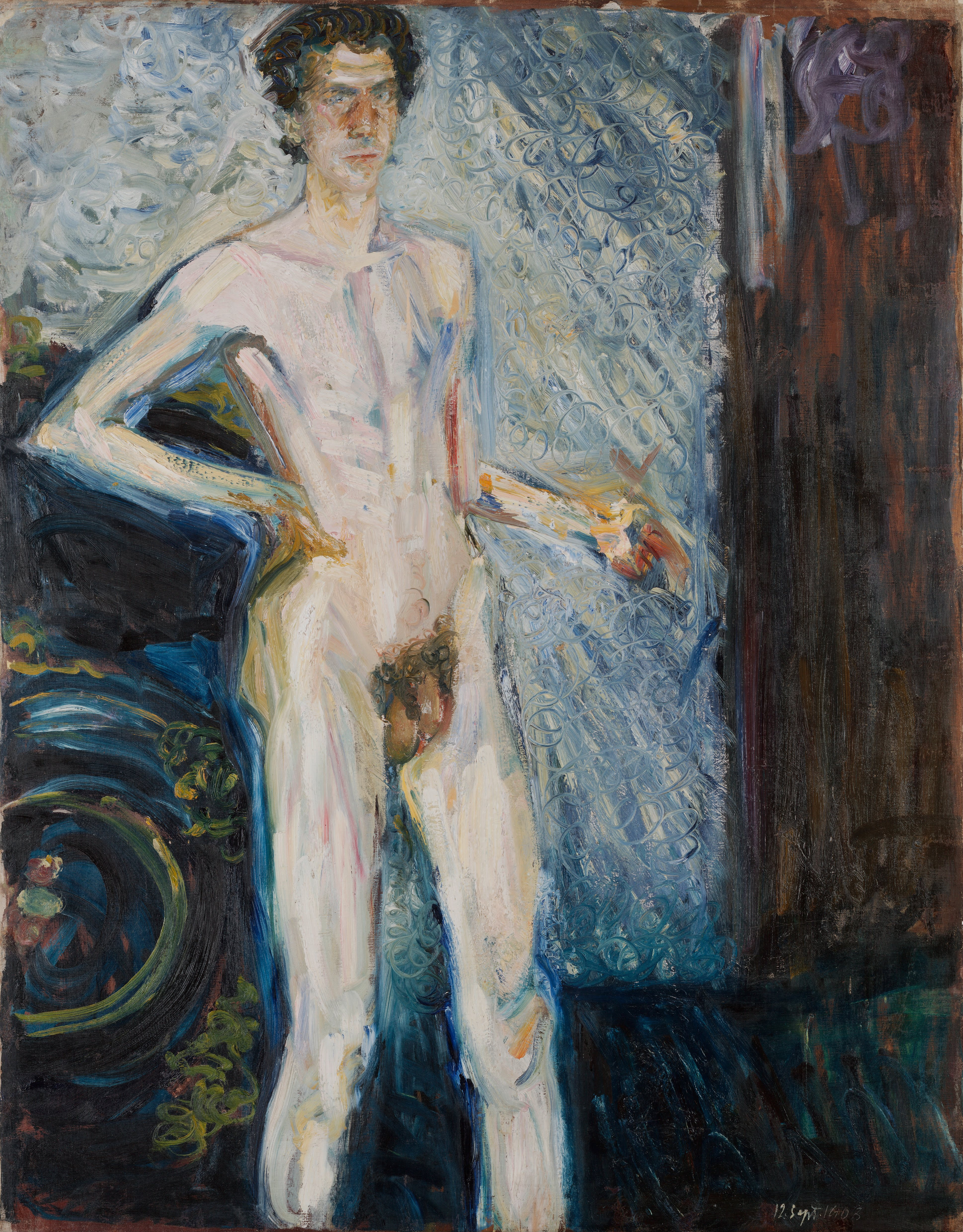
Autoportrait nu avec palette (1908).
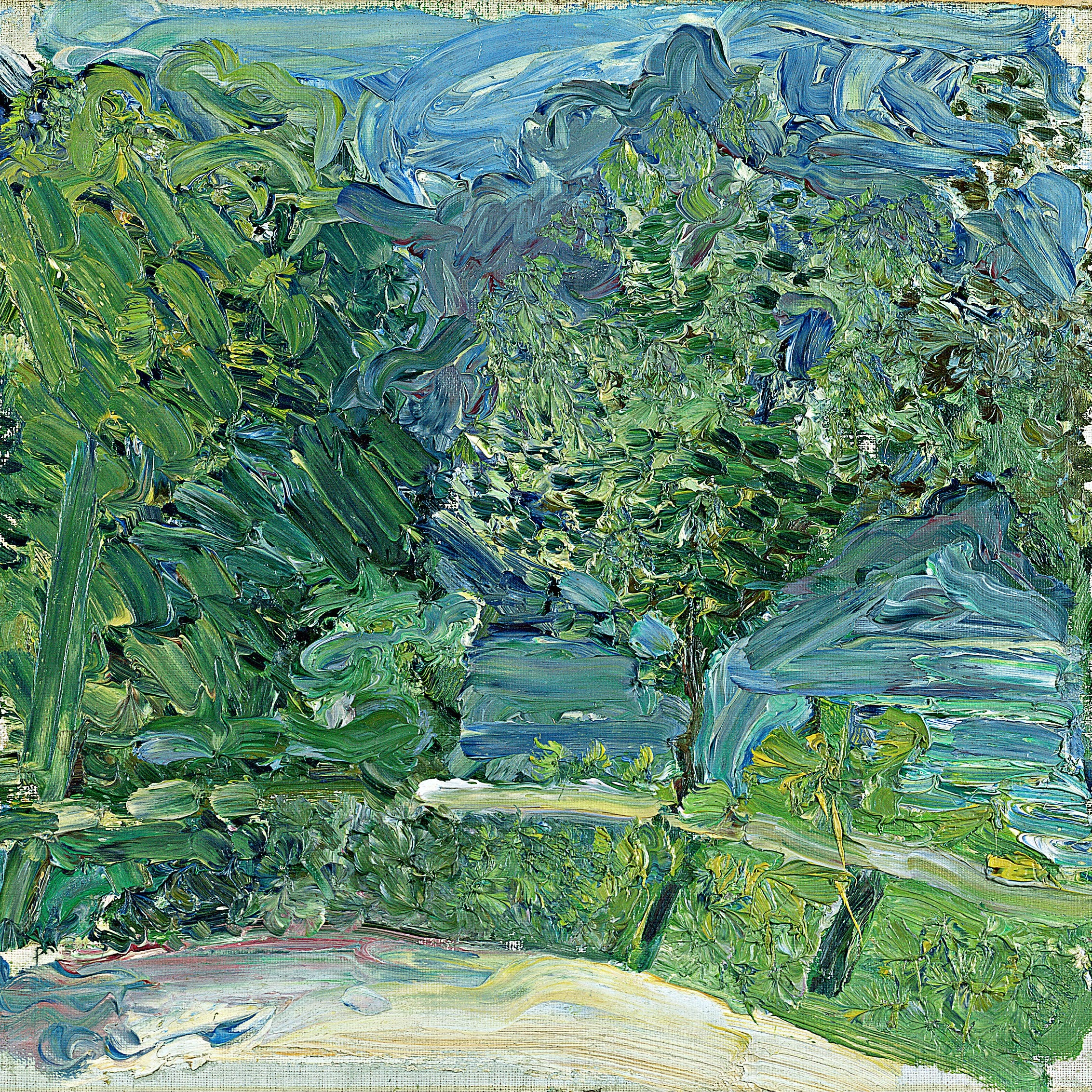
Un quai près de la ville Gmunden, en arrière-plan la montagne Hellene endormie (Schlafende Griechin) (1908).
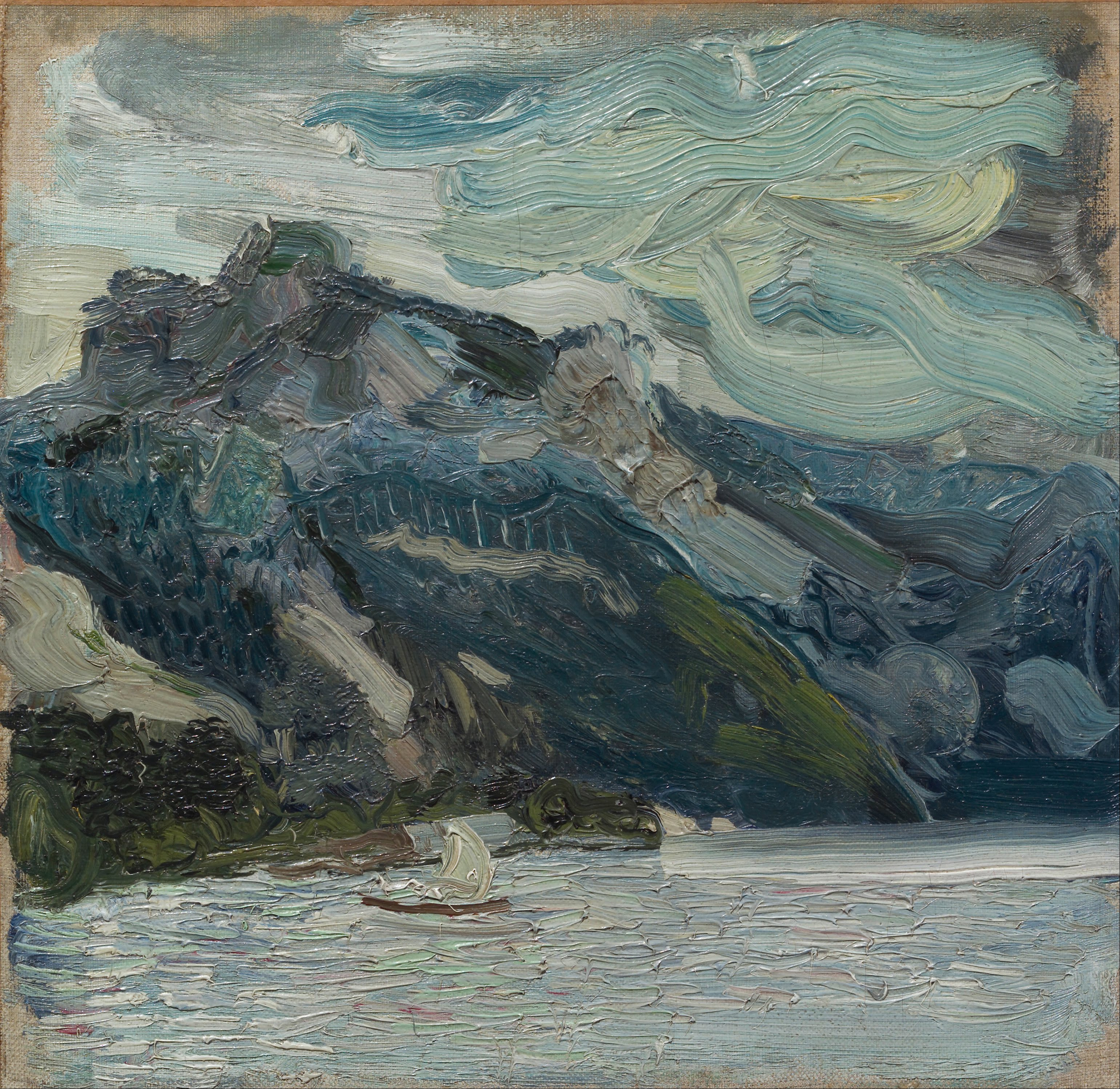
Lac Traunsee et la montagne Schlafende Griechin (v. 1908).
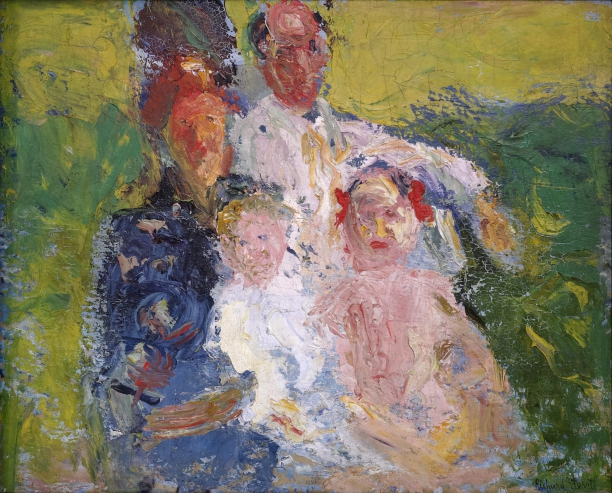
La famille Schönberg (juillet 1908).
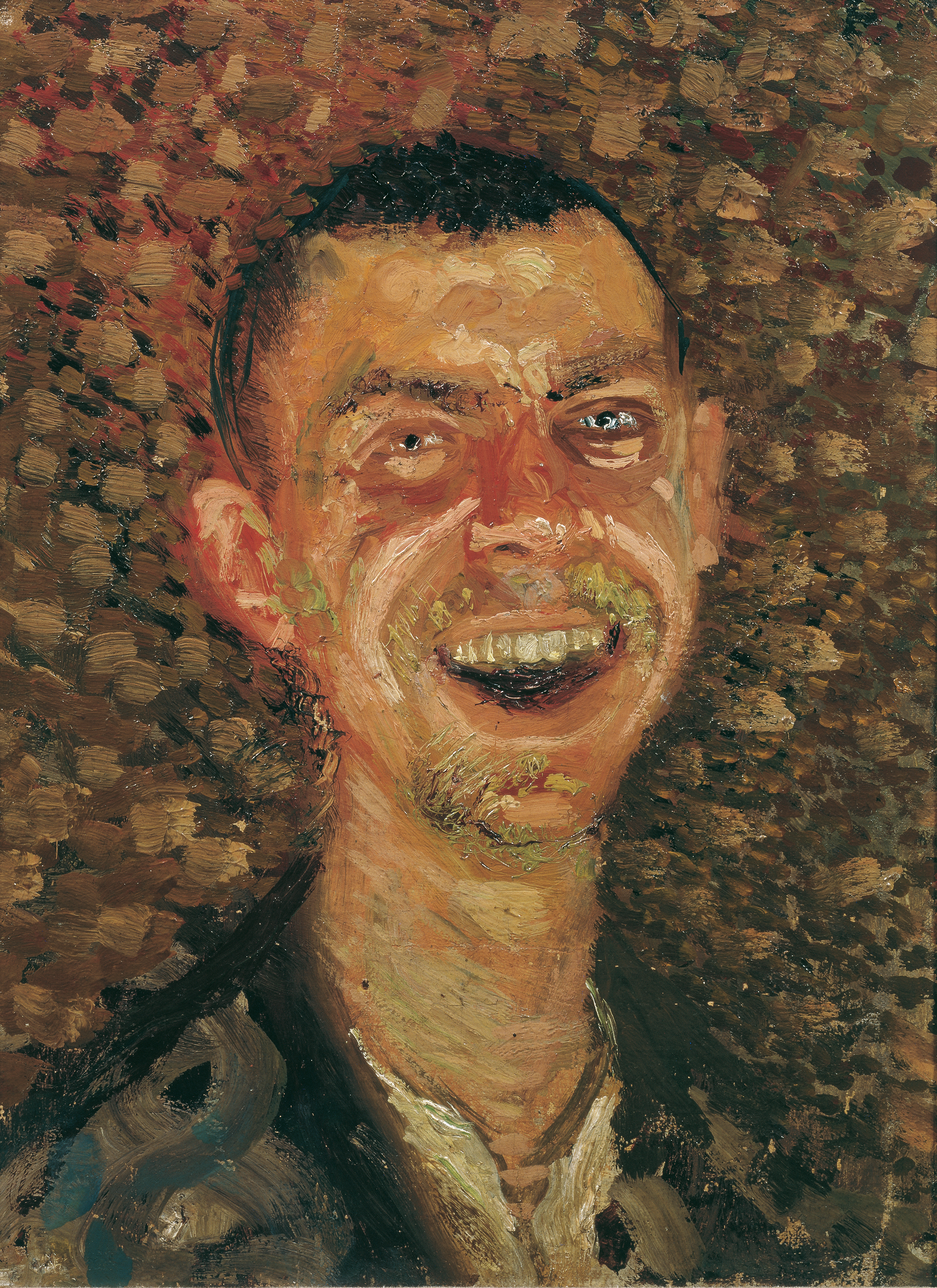
Autoportrait, riant (sept. 1908).

## Expositions
- 2001 : La Vérité nue : Gerstl, Kokoschka, Schiele, Boeckl, de janvier à avril à la Fondation Dina Vierny-Musée Maillol, Paris.
- 2017 : Richard Gerstl Retrospektive, de mars à mai au Galerie d'art Schirn de Francfort (en), Francfort-sur-le-Main; Danach Neue Galerie, New York.
- 2019 : Richard Gerstl / Inspiration - Héritage, du 27 septembre au 20 janvier 2020 au musée Leopold, Vienne (Museumsplatz 1).
- 2022 : Richard Gerstl / Inspiration - Héritage, du 14 août au 4 décembre 2022 au Kunsthaus de Zoug[11].